# Maarjamäe

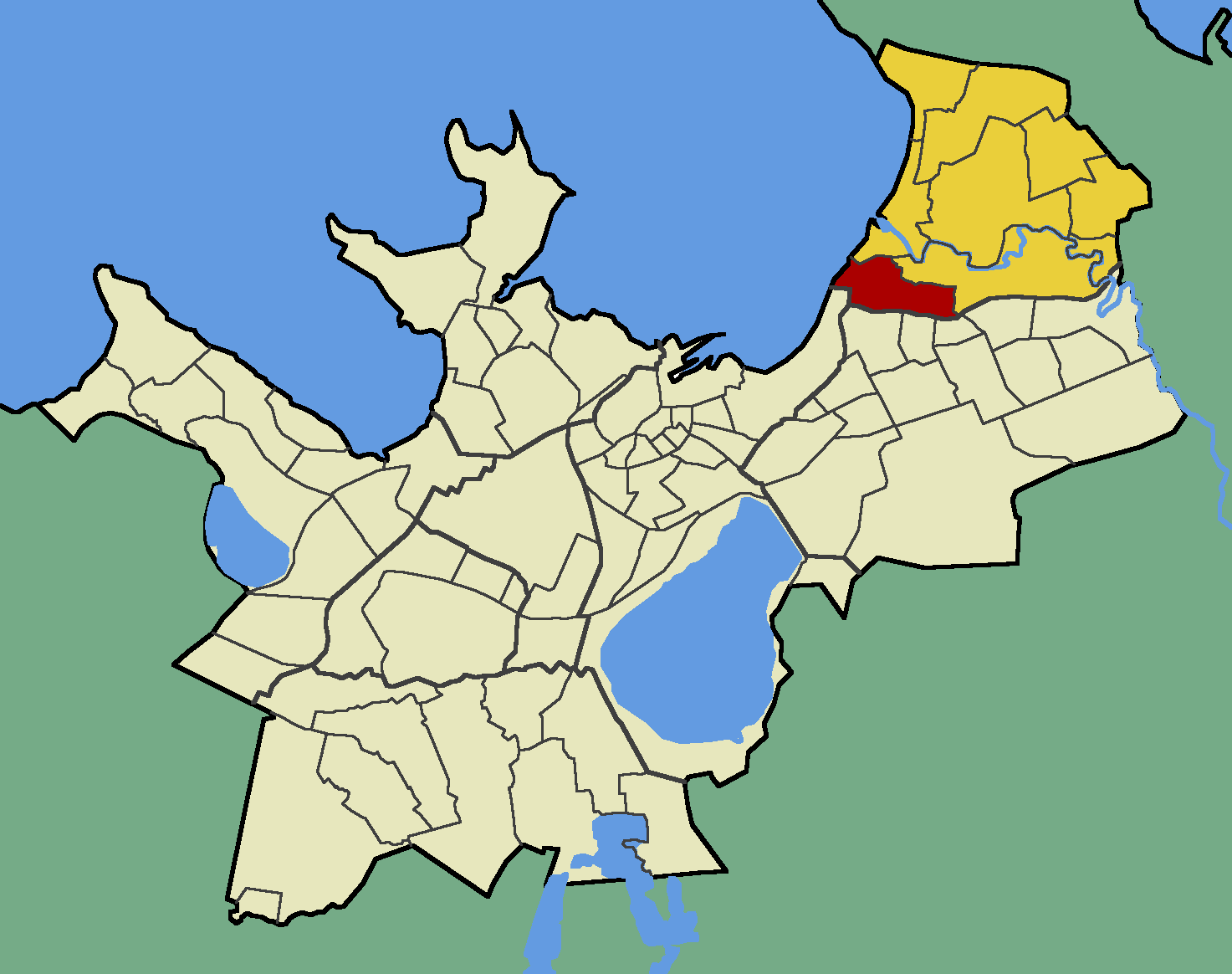
Der Bezirk Maarjamäe (rot) im Tallinner Stadtteil Pirita (gelb)

Maarjamäe (deutsch Marienberg) ist ein Bezirk (estnisch asum) der estnischen Hauptstadt Tallinn. Der Stadtbezirk wird umgangssprachlich Orlovi genannt.

## Beschreibung und Geschichte
Maarjamäe hat 2.097 Einwohner (Stand 1. Mai 2010). Der Stadtbezirk liegt im Stadtteil Pirita.
Das Gebiet wurde früher Strietberg oder Streitberg genannt. Der Name stammt von einer mittelalterlichen Schlacht zwischen dem Deutschen Orden und russischen Truppen, die vor den Toren Tallinns stattfand.
Die ältesten Belege der Besiedlung gehen auf das 17. Jahrhundert zurück. In früherer Zeit befanden sich dort einige Sommergutshöfe, die aber nicht mehr erhalten sind. 1811 gründete der Unternehmer Johan Gottlieb Clementz eine Zuckerfabrik, die allerdings bereits 1837 ihren Betrieb einstellte. Der Industrielle Christian Rotermann errichtete wenig später eine Alkohol- und Stärkefabrik. 1861 wurde in Maarjamäe die erste dampfbetriebene Mühle der Region in Betrieb genommen. 1869 brannte Rotermanns Fabrik ab.
Der Stadtteil entwickelte sich im 19. Jahrhundert zu einem beliebten Ausflugsgebiet am Ostseestrand für Russen, Esten und Deutsch-Balten. 1820 richtete der russischen Schriftsteller Nikolai Karamzin einen Salon ein, der zahlreiche Künstler des russischen Reiches anzog.
Heute entstehen an der günstigen stadtnahen Lage in unmittelbarer Nähe zur Ostsee zahlreiche Neubauwohnungen für die estnische Mittelschicht.

## Schloss Maarjamäe
Das Schloss Maarjamäe wurde 1874 durch den Petersburger Grafen Anatoli Orlow-Dawidow (1837–1905) errichtet. Architekt der in der Nähe der Ostsee gelegenen Sommerresidenz im Stil des Historismus war der Petersburger Baumeister Robert Gödicke. Die Familie Orlow emigrierte nach der Oktoberrevolution nach Frankreich.
Nach Gründung der Republik Estland war im Schloss die Residenz des niederländischen Gesandten untergebracht. Ab 1932 beherbergte das Schloss das mondäne Hotel-Restaurant Reviera-Palais mit seinen bekannten Revue-Programmen. 1937 erwarb die estnische Luftwaffe das Anwesen. Mit der sowjetischen Besetzung ging es 1940 in das Eigentum der Roten Armee über. Später wurden darin kommunale Wohnungen und Gemeinschaftsküchen eingerichtet. Das Gebäude verfiel.
1975 beschloss die Regierung der Estnischen SSR, im Schloss ein Museum für die sowjetische Geschichte Estlands einzurichten. Das geplante Museum sollte die monumentale sowjetische Gedenkstätte in Maarjamäe ergänzen, die in unmittelbarer Nähe des Schlosses errichtet wurde. Die Renovierungsarbeiten im Schloss zogen sich allerdings von 1983 bis 1988 hin, so dass das Museum während der sowjetischen Besetzung Estlands seine Arbeit nicht mehr aufnehmen konnte.
Im zentralen Saal des Schlosses findet sich heute noch ein überdimensionales, vierseitiges Wandbild im Stil des Sozialistischen Realismus. Das Werk von 1987 trägt den Titel Rahvaste sõprus („Die Freundschaft der Völker“). Schöpfer ist der estnische Maler Evald Okas.
Heute befindet sich in dem Schloss das moderne Estnische Geschichtsmuseum (Eesti Ajaloomuuseum). Neben einer Dauerausstellung zur estnischen Geschichte seit dem 19. Jahrhundert finden dort auch Wechselausstellungen statt. Ein besonderer Teil des Museums ist seit 1995 dem ersten estnischen Staatspräsidenten Konstantin Päts gewidmet. Daneben werden die Lebensgeschichten der übrigen Staatsoberhäupter der Republik Estland dargestellt. Auf dem Schlossgelände befindet sich auch das Estnische Filmmuseum (Eesti filmi muuseum). Im Schlosspark sind monumentale sowjetische Skulpturen zu sehen, die zwischen 1945 und 1990 in Estland aufgestellt worden waren.

## Denkmäler und Gedenkstätten

### Sowjetische Gedenkstätte
Die monumentale sowjetische Gedenkstätte Tallinn-Maarjamäe ist das größte Ehrenmal für die Rote Armee in Estland. Die gigantische aber unvollendet gebliebene Anlage liegt am Kalksteinhang Maarjamägi. Sie befindet sich an der Straße zwischen dem Tallinner Zentrum und Pirita, die an der Ostsee entlangführt. Die Anlage trug bis zur Wiedererlangung der estnischen Unabhängigkeit den Namen „Park der Völkerfreundschaft“ (Rahvaste sõpruse park).
Bereits während der ersten sowjetischen Besetzung Estlands (1940/41) entstanden Pläne zum Bau eines Ehrenmals im Maarjamäe. Die sterblichen Überreste einiger sowjetischer Soldaten wurden hier beigesetzt.
Während der deutschen Besetzung Estlands (1941–1944) wurden etwa 3.000 bis 4.000 deutsche Gefallene sowie einige Esten in Maarjamäe begraben. Die deutschen Besatzungstruppen hatten zuvor die bestatteten sowjetischen Leichname exhumiert. Deren Verbleib ist bis heute unbekannt. Nach der zweiten sowjetischen Besetzung Estlands ebneten die sowjetischen Behörden den deutschen Soldatenfriedhof ein.
Mit dem Bau des pompösen Ehrenmals (Maarjamäe memoriaal) begannen die sowjetischen Behörden in den 1950er Jahren. Der weit angelegte Komplex umfasst zahlreiche Denkmäler aus Eisen und Beton, die an die gefallenen Sowjetsoldaten des Zweiten Weltkriegs erinnern.
Im Zentrum der Anlage steht ein 35 Meter hoher Obelisk aus Dolomit. Er wurde 1960 durch den estnischen Architekten Mart Port geschaffen. Der Obelisk, der mit Bronzereliefs von Lembert Tolli geschmückt ist, erinnert an den sogenannten Eismarsch der Baltischen Flotte. Mit dem Vorrücken der kaiserlichen deutschen Truppen auf Tallinn evakuierte die zaristische Armee ihre Marinetruppen von der estnischen Hauptstadt nach Kronstadt. Der Obelisk ist auch von der Ostsee aus gut zu sehen.
Die eigentlichen Pläne zur Errichtung einer Gedenkstätte „Für die Kämpfer der Sowjetmacht“ konnten erst 1975, fünfzehn Jahre später, ihren vorläufigen Abschluss finden. In die Landschaft wurden zwischen 1959 und 1975 Wege mit dolomitverkleideten Schrägwänden und rasenbedeckte Böschungen gebaut, die sich über die Verbindungsstraße zwischen Tallinn und Pirita erheben. Die Anlage wird durch Natur und Meer kontrastiert.
Der zentrale Platz für Feierlichkeiten und Blumenniederlegungen wurde 1975 durch den estnischen Architekten Allan Murdmaa unter Mithilfe von Peep Jänes, Rein Kersten, Henno Sepmann, dem Künstler Jüri Palm und den Ingenieur Vello Hüdsi in Beton verwirklicht. In eine Dolomitwand ist ein riesenhafter, erhobener Handabdruck als Symbol der Trauer herausgebrochen. Er ist denen gewidmet, „die für die Freiheit Estlands gekämpft haben“. Den Komplex rahmen Tribünen ein. Während des Bestehens der Estnischen Sozialistischen Sowjetrepublik brannte zwischen Pylonen eine Ewige Flamme für die Opfer des Krieges. Auf der Hauptachse der Anlage sind Granitblöcke mit den Namen der Gefallenen aufgestellt.
Die Pläne für eine große „Kathedrale unter freiem Himmel“, die der estnischen Geschichte des 19. und 20. Jahrhunderts aus sowjetischer Sicht gewidmet werden sollte, gingen über Skizzen nicht hinaus. Das Projekt wurde Ende der 1980er Jahre mit der Singenden Revolution eingestellt.
Das sowjetische Ehrenmal befindet sich heute in einem Zustands des Verfalls.

### Deutsche Kriegsgräberstätte

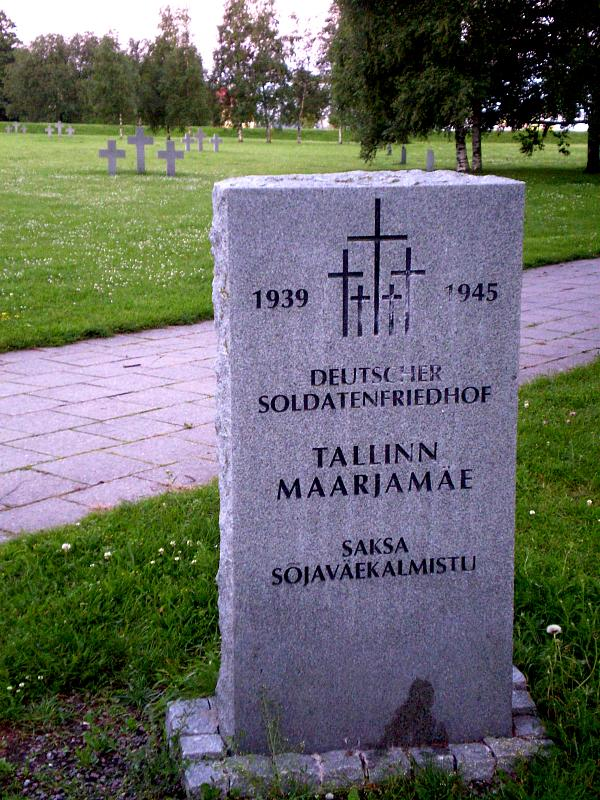
Deutscher Soldatenfriedhof Tallinn-Maarjamäe

Hinter dem sowjetischen Ehrenmal befindet sich die deutsche Kriegsgräberstätte Tallinn-Maarjamäe („Reval-Marienberg“). Das 27.000 m² große Gelände wurde durch den Volksbund Deutsche Kriegsgräberfürsorge gestaltet und am 12. September 1998 eingeweiht.
Neben einem 5,50 m hohen Hochkreuz aus Stein befinden sich 24 liegende Schrifttafeln mit den Angaben der über 2.000 hier ruhenden deutschen Soldaten. Die Gräberfelder sind mit 25 Kreuzgruppen aus Naturstein kenntlich gemacht.
Die Grenzen zum umliegenden Gelände sind offen, so dass sich die Kriegsgräberstätte harmonisch in die Landschaft einpasst.

### Denkmal für die Opfer der Sowjetunion
Im Jahr 2018 in der Nähe der Sowjetischen Gedenkstätte ein „Denkmal für die Opfer der Sowjetunion“ eingeweiht. Es gilt als eine der zentralen estnischen Gedenkstätten.

### Denkmal für die Abwehrschlachten 1944

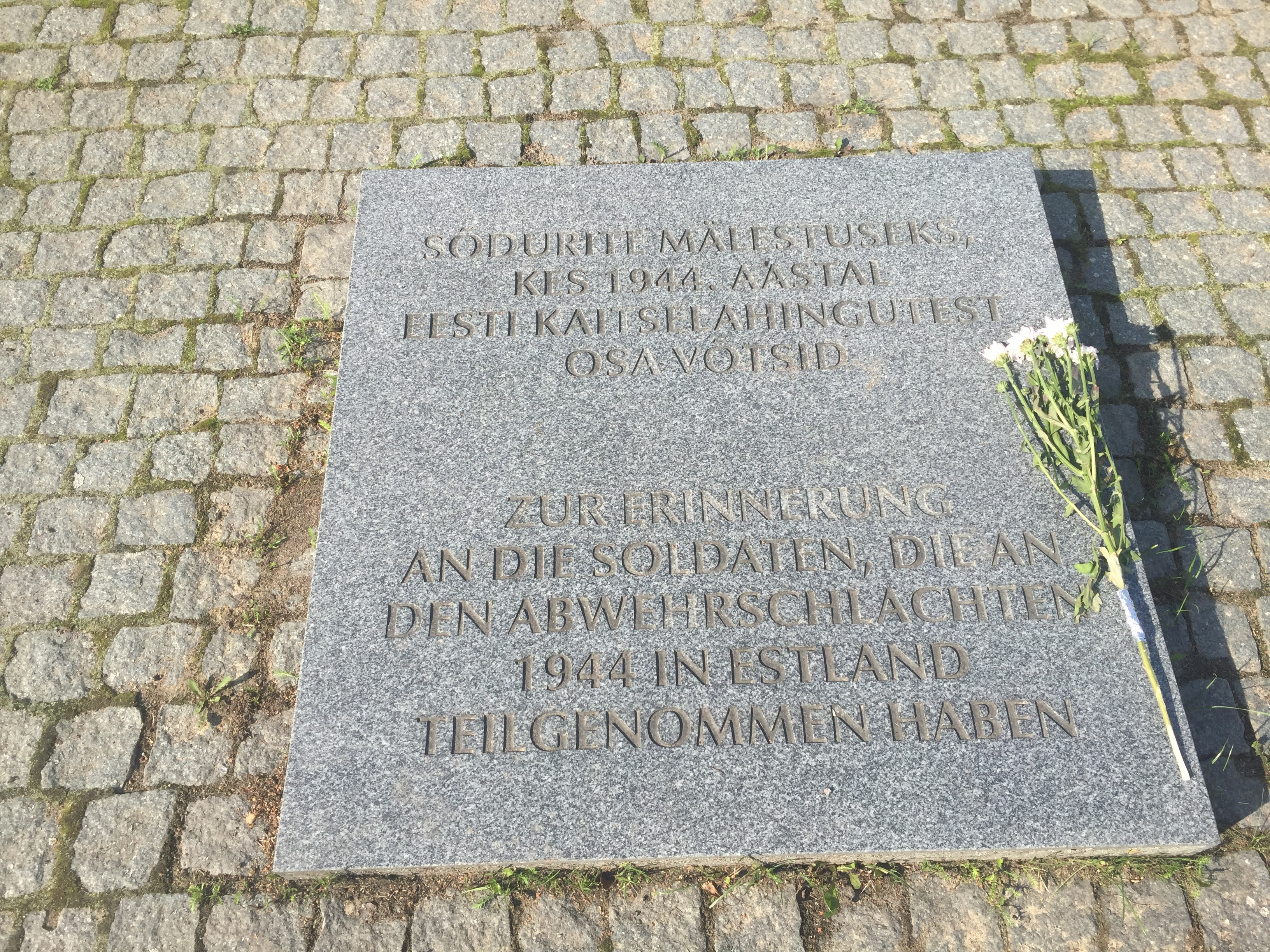
Estnisch-deutsches Denkmal für die „Abwehrschlachten 1944“

Neben dem „Denkmal für die Opfer der Sowjetunion“ wurde 1991 ein Denkmal errichtet, das an die Kämpfe estnischer und deutscher Truppen gegen die Rote Armee im Jahr 1944 erinnert.

## Estnische Sicherheitsakademie
In Maarjamäe befindet sich der Sitz der 1992 gegründeten Estnische Sicherheitsakademie (Sisekaitseakadeemia). Die staatliche Hochschule bildet vor allem estnische Polizisten, Grenzschützer, Justizbeamte und Steuerfahnder aus. Auf dem weitläufigen Gelände liegen auch die Wohnheime der Studenten und zahlreiche Sportstätten.

## Bilder

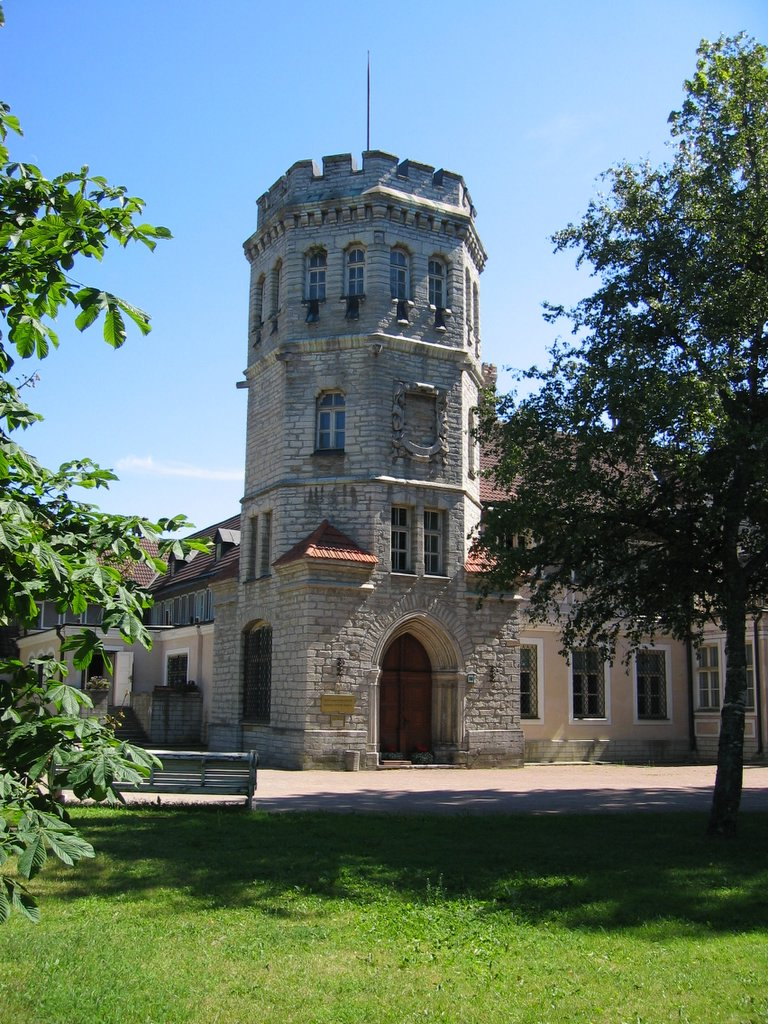
Schloss Maarjamäe. Heute Sitz des Estnischen Geschichtsmuseums
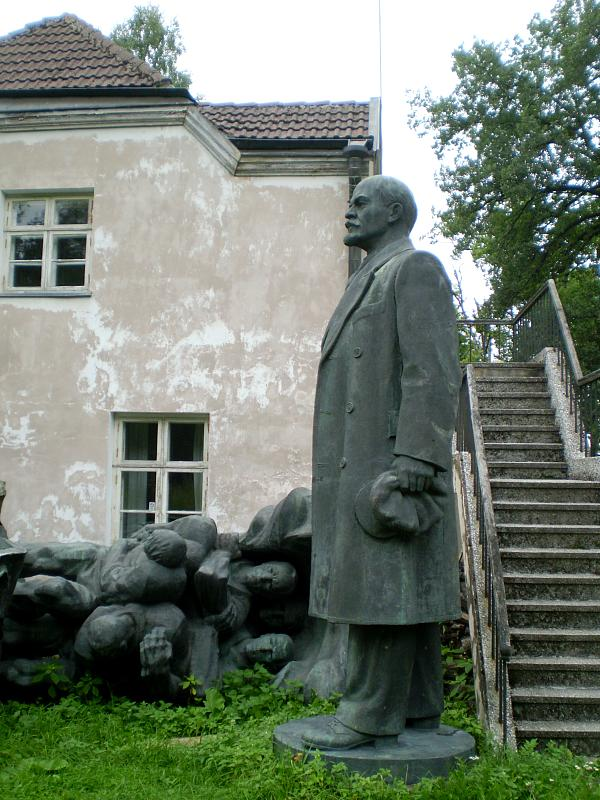
Lenin im „Friedhof der Denkmäler“, Estnisches Geschichtsmuseum
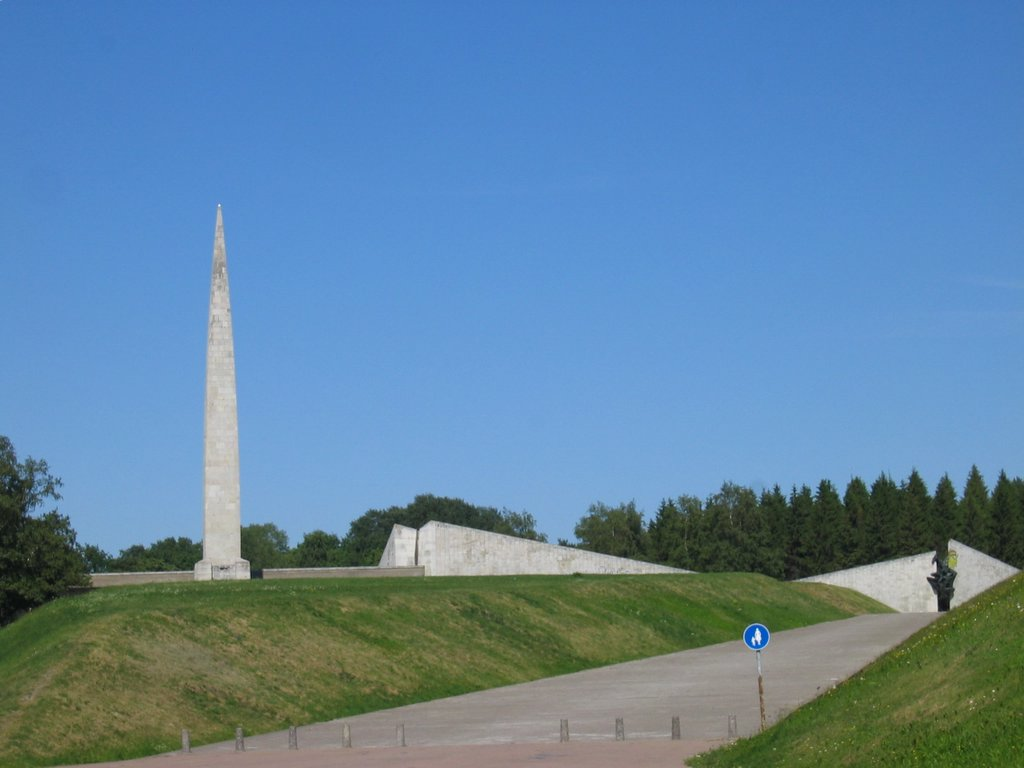
Sowjetisches Ehrenmal Maarjamäe
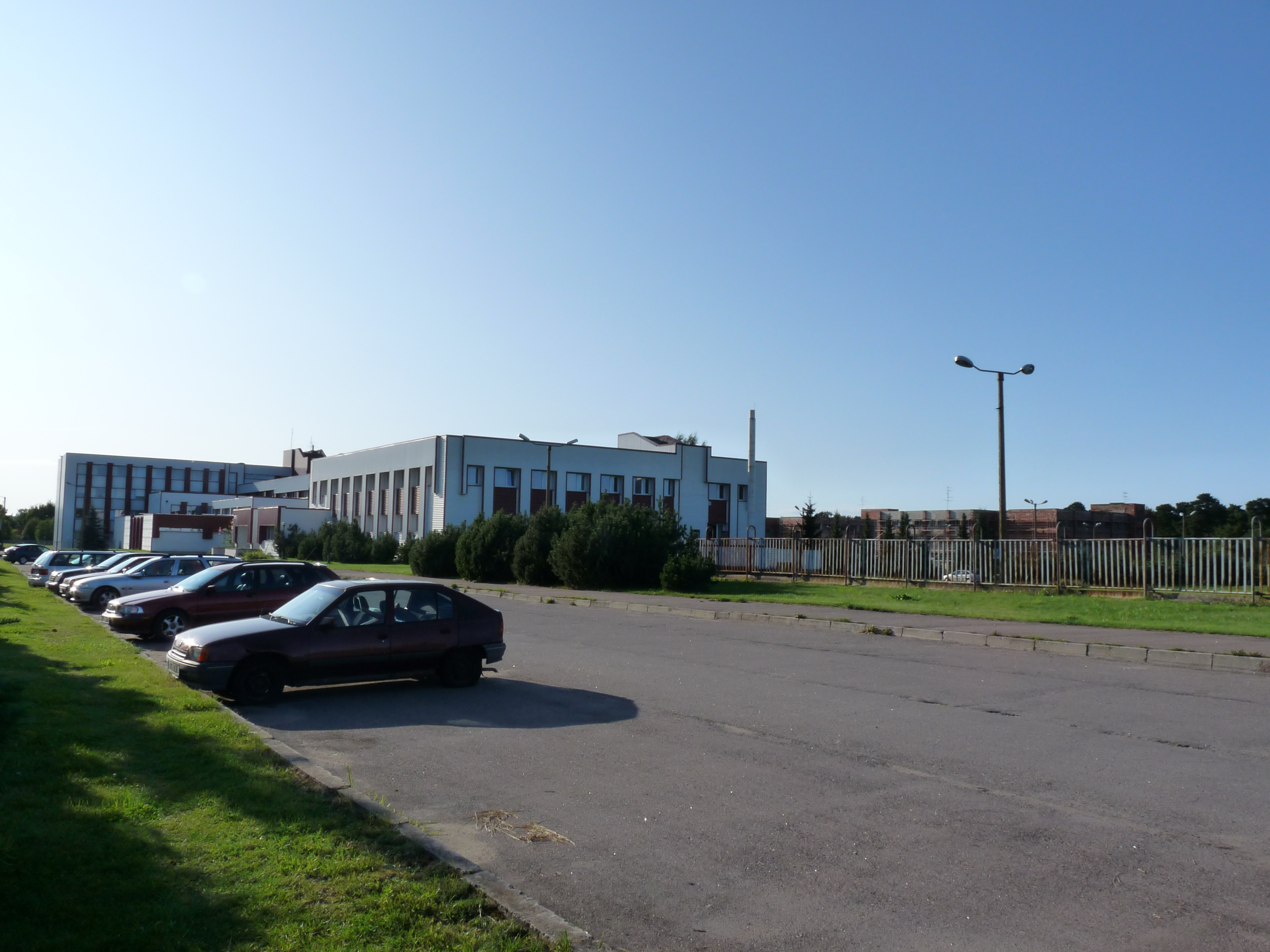
Estnische Sicherheitsakademie
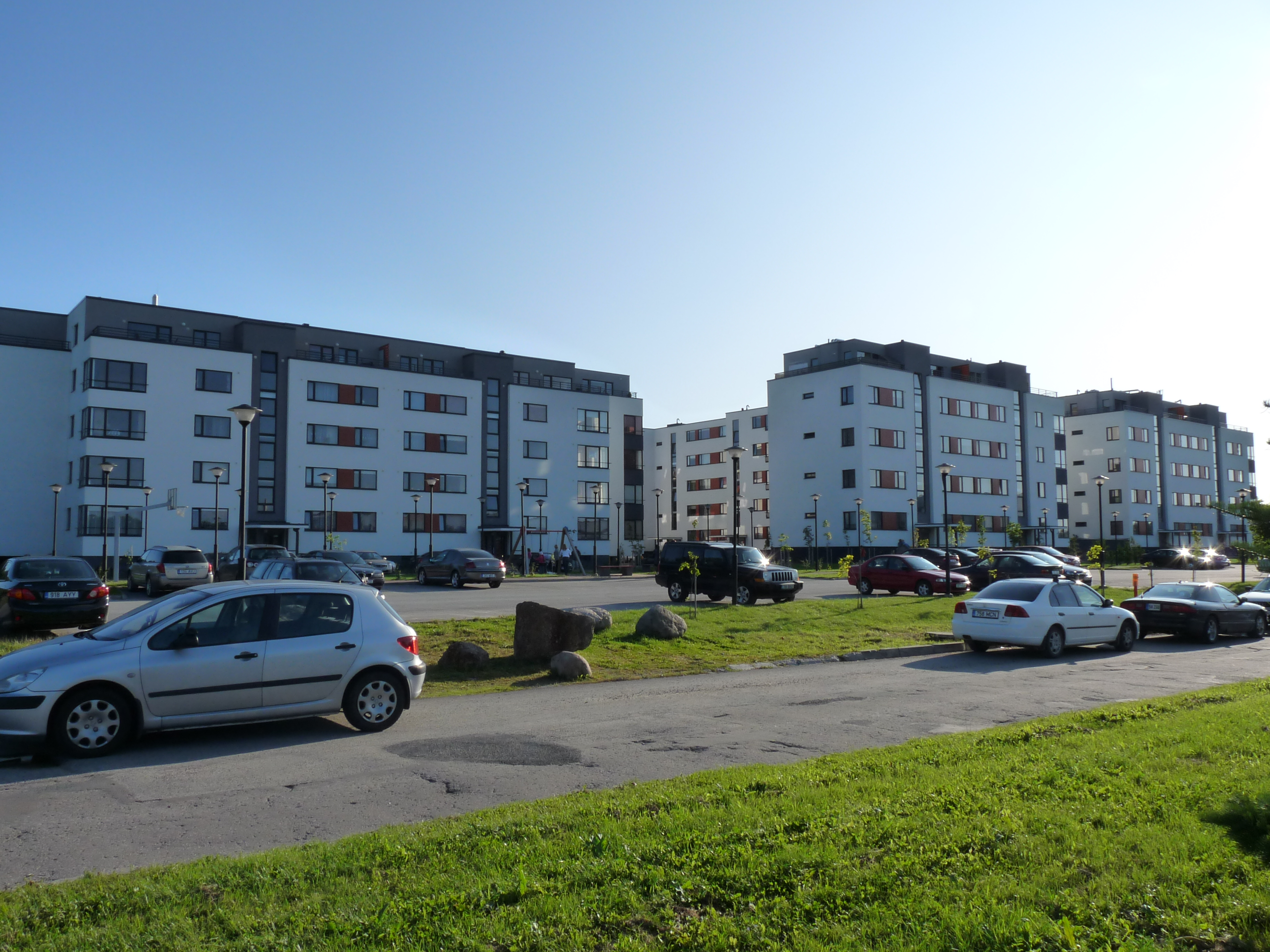
Neubauten am Stadtrand
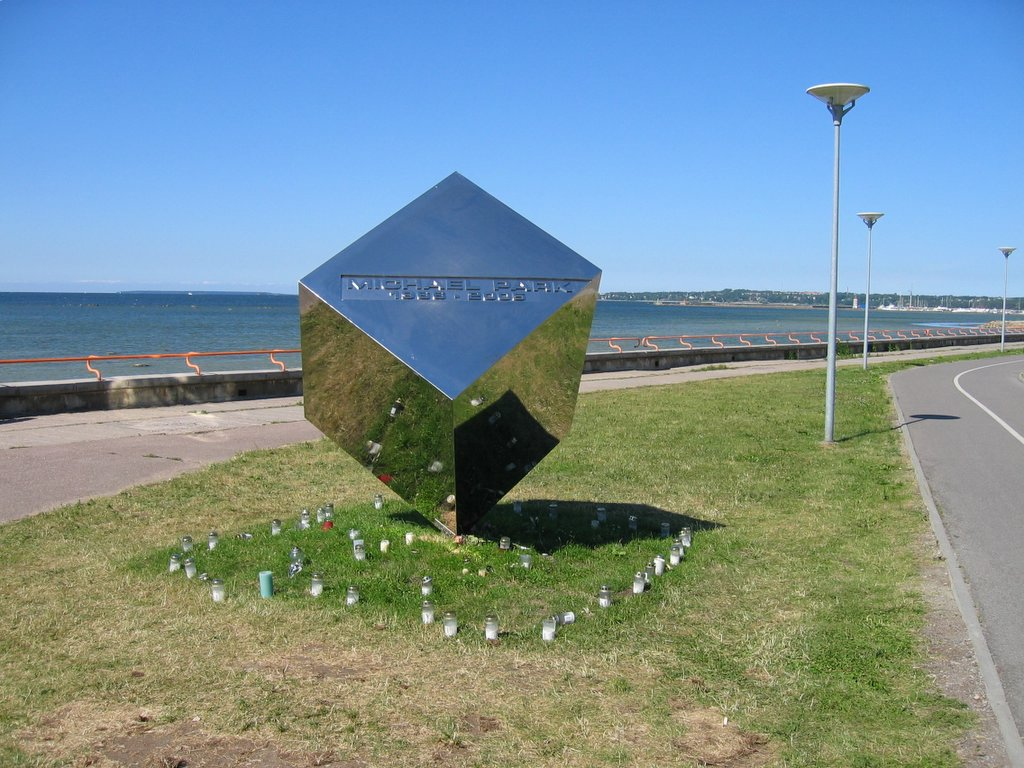
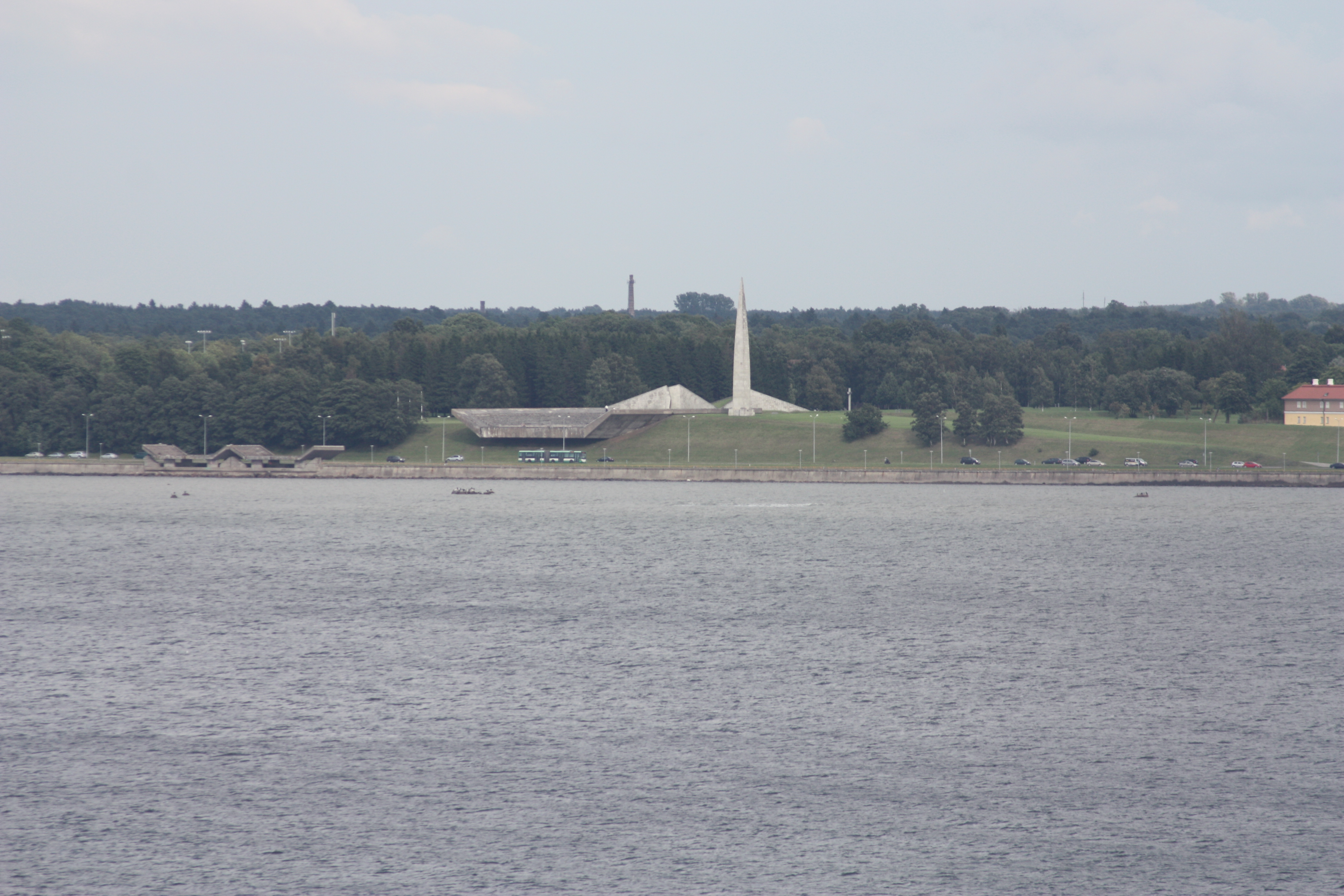
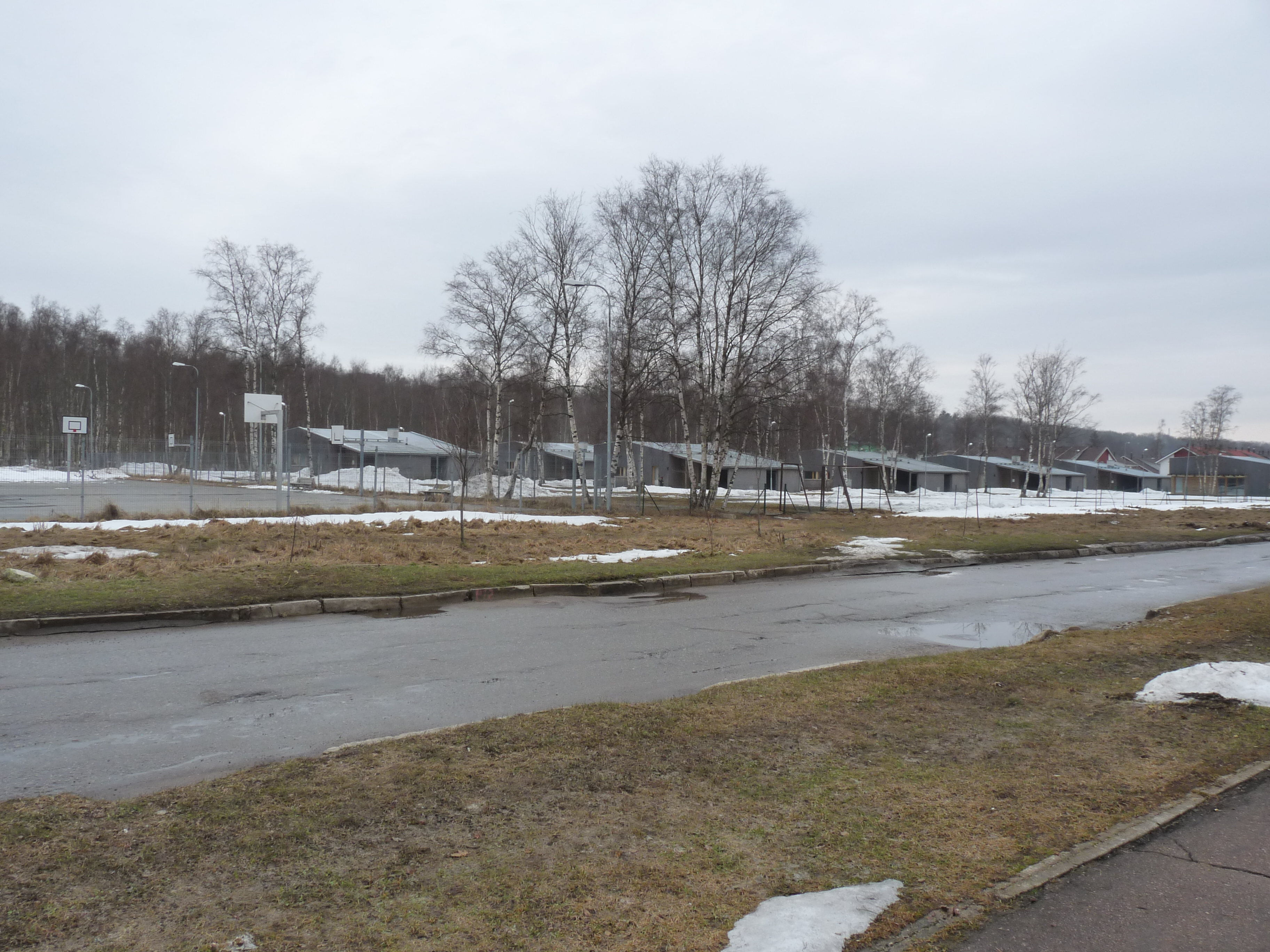
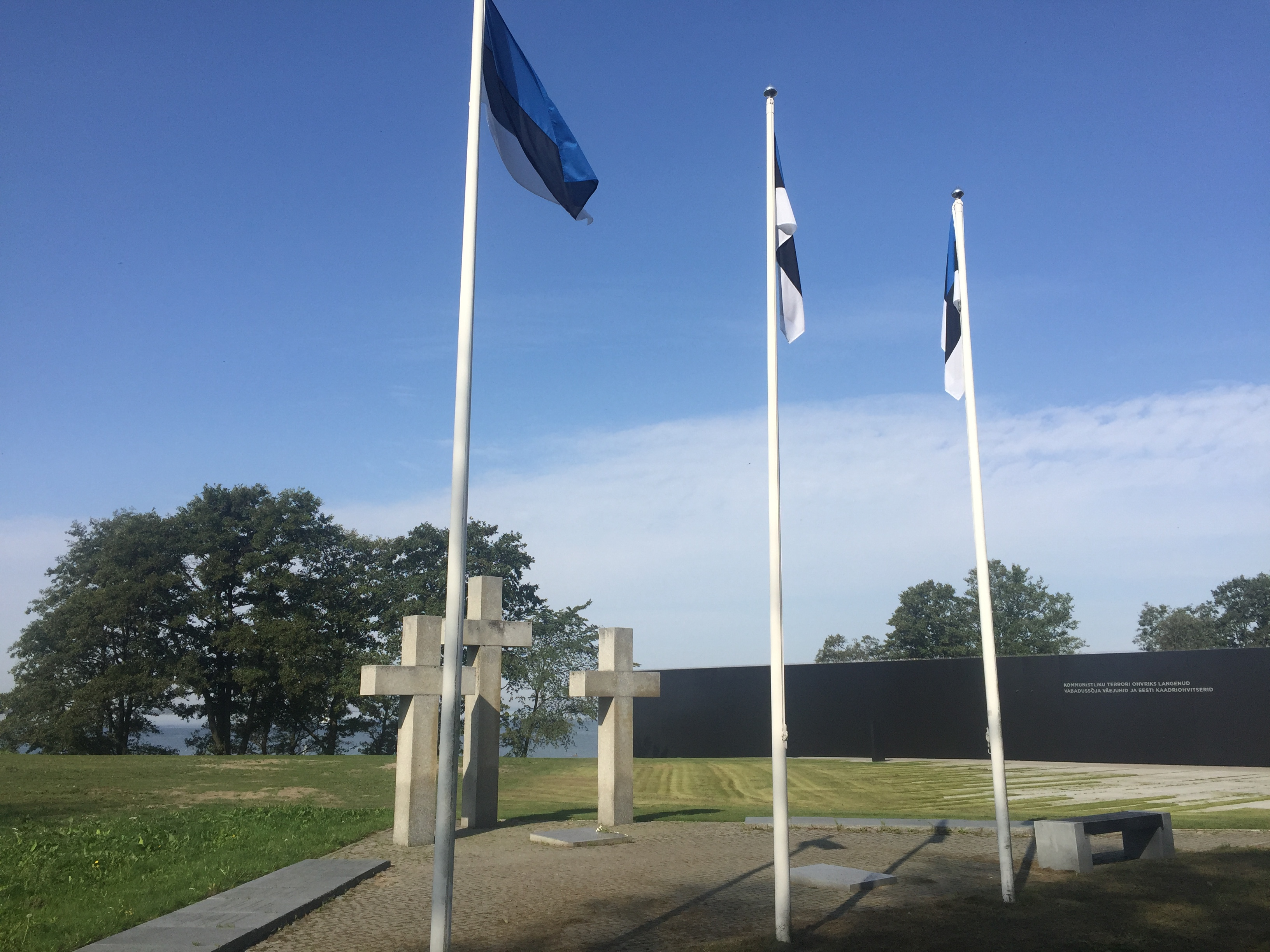
Drei Kreuze des Denkmals und drei estnische Flaggen